# Glenea nigroapicalis
Glenea nigroapicalis é uma espécie de escaravelho da família Cerambycidae. Foi descrita por Stephan von Breuning em 1956.